# Liste der Stolpersteine im Trnavský kraj

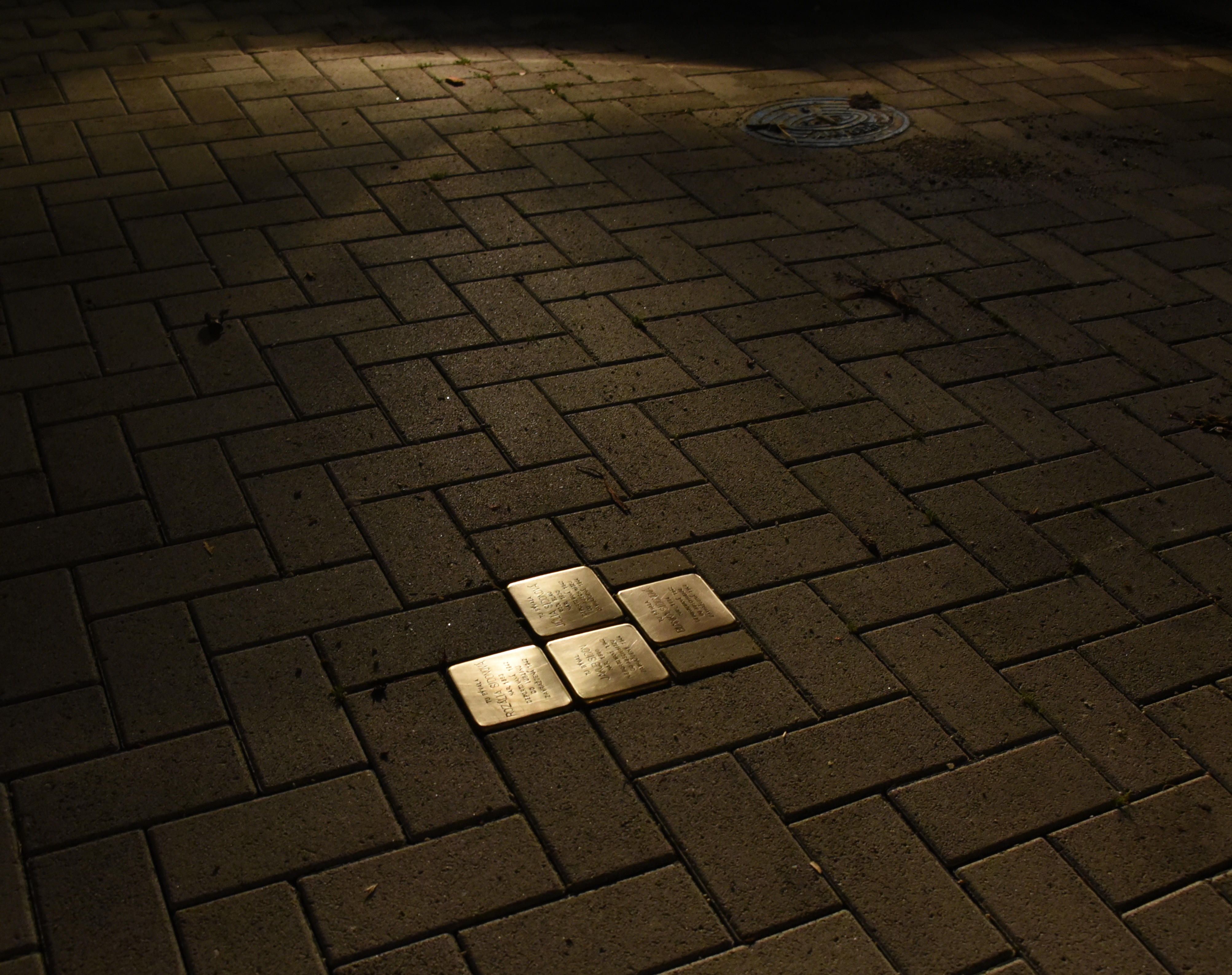
Stolpersteine in Smolenice

Die Liste der Stolpersteine im Trnavský  kraj enthält die Stolpersteine in der slowakischen Region Trnavský kraj (Tyrnauer Landschaftsverband). Stolpersteine erinnern an das Schicksal der Menschen, die von den Nationalsozialisten ermordet, deportiert, vertrieben oder in den Suizid getrieben wurden. Sie wurden von Gunter Demnig konzipiert und werden im Regelfall auch von ihm selbst verlegt. Stolpersteine liegen im Regelfall vor dem letzten selbstgewählten Wohnort des Opfers. Sie werden auf Slowakisch pamätné kamene (Gedenksteine) genannt.

## Verlegte Stolpersteine
Die Tabellen sind teilweise sortierbar; die Grundsortierung erfolgt alphabetisch nach dem Familiennamen.

### Dunajská Streda
In Dunajská Streda wurden drei Stolpersteine an einer Adresse verlegt. Deren Inschriften sind zweisprachig, slowakisch und ungarisch. 
| Stolperstein | Übersetzung | Verlegeort                        | Name, Leben                         |
| ------------ | --- | --------------------------------- | ----------------------------------- |
|              | HIER LEBTE GIZELLA KORNFELD GEB. GRÜNWALD GEB. 1889 DEPORTIERT 1944 NACH AUSCHWITZ ERMORDET 18.6.1944                             | Hlavná ulica 4237 Dunajská Streda | Gizella Kornfeld, geborene Grünwald |
|              | HIER LEBTE ÁRMIN KORNFELD GEB. 1883 DEPORTIERT 1944 NACH AUSCHWITZ ERMORDET 18.6.1944                                             | Hlavná ulica 4237 Dunajská Streda | Ármin Kornfeld                      |
|              | HIER LEBTE TERÉZIA VÉGH GEB. KORNFELD GEB. 1913 DEPORTIERT 1944 NACH AUSCHWITZ NACH PLASZOW NACH BERGEN-BELSEN ERMORDET 28.2.1945 | Hlavná ulica 4237 Dunajská Streda | Terézia Végh, geborene Kornfeld     |

### Hlohovec
In Hlohovec wurden drei Stolpersteine an einer Adresse verlegt. 
| Stolperstein | Übersetzung                                                                | Verlegeort                              | Name, Leben                 |
| ------------ | -------------------------------------------------------------------------- | --------------------------------------- | --------------------------- |
|              | HIER WOHNTE BERNARD HORN GEB. 1885 DEPORTIERT 1942 NACH AUSCHWITZ ERMORDET | Námestie svätého Michala 15/13 Hlohovec | Bernard Horn (1885-1942/45) |
|              | HIER WOHNTE RICHARD HORN GEB. 1922 DEPORTIERT 1942 NACH AUSCHWITZ ERMORDET | Námestie svätého Michala 15/13 Hlohovec | Richard Horn (1922-1942/45) |
|              | HIER WOHNTE VIKTOR HORN GEB. 1925 DEPORTIERT 1942 NACH AUSCHWITZ ERMORDET  | Námestie svätého Michala 15/13 Hlohovec | Viktor Horn (1885-1942/45)  |

### Piešťany
In Piešťany wurde bisher ein Stolperstein verlegt.
| Stolperstein | Übersetzung                                                                                                   | Verlegeort   | Name, Leben |
| ------------ | --- | ------------ | --- |
|              | HIER LEBTE MÁRIA SCHULZOVÁ GEB. WINTEROVÁ GEB. 1907 DEPORTIERT 5.1.1945 ERMORDET IM MAI 1945 IN BERGEN-BELSEN | Zelený Strom | Mária Schulzová war das jüngste der drei Kinder von Ľudovít Winter und Leona geb. Schauer (1878–1934). Sie heiratete Pál Schulz, das Paar hatte zwei Kinder, Agnes (1928–1992) und Andrej (1929-2012). Mária Schulzová wurde am 5. Januar 1945 ins KZ Bergen-Belsen deportiert, das am 15. April 1945 von britischen Truppen befreit wurde. Sie erkrankte dort und starb jedoch wenige Wochen später im Mai. Ihre Kinder, ihr Vater und die Geschwister konnten die Shoah überleben. Márias Tochter Agnes Schulzová heiratete Zoltán Žuzič. Tochter Katarína (geb. 1954) ging aus dieser Beziehung hervor, die Urenkeltochter Deniska wurde 1974 geboren. Ihr Sohn Andrej heiratete Alžbeta Lörinczova. Aus der Ehe ging die Tochter Andrea hervor (geb. 1966). Andrea heiratete den deutschen Physiker Arthur Steinel und lebt in Deutschland. Nach dem Besuch des KZ Bergen-Belsen hat sie beschlossen, einen Stolperstein für ihre Großmutter Mária Schulzová in Piešťany verlegen zu lassen. Die Verlegung vor dem Geburtshaus des Opfers fand am 6. August 2016 statt. |

### Smolenice
In Smolenice wurden bisher fünf Stolpersteine verlegt.
| Stolperstein | Übersetzung                                                                                 | Verlegeort                  | Name, Leben |
| ------------ | ------------------------------------------------------------------------------------------- | --------------------------- | --- |
|              | HIER WOHNTE FRIDRICH BEINHACKER GEB. 1907 DEPORTIERT 1942 NACH AUSCHWITZ ERMORDET 1942      | Obrancov Mieru 43 Smolenice | Fridrich Beinhacker wurde am 3. September 1907 geboren. Er war verheiratet. Sein letzter Wohnsitz vor der Deportation war in Neštich, heute Smolenická Nová Ves, ein Ortsteil von Smolenice. Am 13. April 1942 wurde er vom Durchgangslager Sereď in das KZ Auschwitz deportiert. Er wurde dort ermordet.                                       |
|              | HIER WOHNTE JAKUB SIDON GEB. 1896 DEPORTIERT 1942 NACH AUSCHWITZ ERMORDET 1942              | SNP 290/85 Smolenice        | Jakub Sidon wurde am 26. Dezember 1896 bzw. 1897 in Smolenice geboren. Er war Landwirt und mit Júlia Sidonová, geb. Blau verheiratet. Am 11. April 1942 wurde er von Trnava in das Ghetto Lublin deportiert. 1944 wurde er im KZ Auschwitz ermordet. Das Paar hatte die Tochter Blanka, geb.1934, welche ebenfalls in Auschwitz ermordet wurde. |
|              | HIER WOHNTE BLANKA SIDONOVÁ GEB. 1934 DEPORTIERT 1942 NACH AUSCHWITZ ERMORDET 1942          | SNP 290/85 Smolenice        | Blanka Sidonová |
|              | HIER WOHNTE JÚLIA SIDONOVÁ GEB. BLAU GEB. 1900 DEPORTIERT 1942 NACH AUSCHWITZ ERMORDET 1944 | SNP 290/85 Smolenice        | Júlia Sidonová |
|              | HIER WOHNTE ROZÁLIA SIDONOVÁ GEB. 1863 DEPORTIERT 1942 NACH LUBLIN ERMORDET 1942            | SNP 290/85 Smolenice        | Rozália Sidonová |

## Verlegedaten
- 6. August 2016: Piešťany und Smolenice
- 13. August 2018: Dunajská Streda
- 15. Juli 2022: Hlohovec